# Duccio Marsili
Duccio Marsili (Siena, 12 dicembre 1996) è un pattinatore di velocità in-line italiano, specializzato nel pattinaggio su pista e strada.

## Biografia
Gareggia per la Polisportiva Mens Sana 1871 di Siena.
Ai Giochi mondiali di Birmingham 2022 ha vinto cinque medaglie, tre d'oro nella 1000 metri sprint su pista, nel giro sprint su strada e una nella 200 metri su pista, una d’argento nella 500 metri sprint su pista e un bronzo nella 100 metri sprint in corsia su strada.
Ai World Skate Games di Buenos Aires, disputati sulla pista del Campo Municipal n. 3 di Vicente Lopez, ha vinto l'argento nella 1000 sprint.

## Palmarès
- Giochi mondiali

Birmingham 2022: oro nella 1000 metri sprint su pista; oro nel giro sprint su strada; oro nella 200 metri su pista; argento nella 500 metri sprint su pista; bronzo nella 100 metri sprint in corsia su strada;